# عطر مهر
عطر مهر آلبوم موسیقی با صدای علیرضا افتخاری است که در قالب ۶ قطعه ترانه به آهنگسازی فریدون خشنود و تنظیم بهرام دهقانیار و و پویا نیک‌پور و توسط نشر حوزه هنری منتشر شده‌است. این آلبوم از آلبوم‌های پرفروش سال ۱۳۸۶ می‌باشد.

## بازنشر
به علت استقبال فراوان مخاطبان از این آلبوم، در سال ۱۳۹۱ به مناسبت عید مبعث این اثر دوباره منتشر گردید.

## قطعات
| نام ترانه         | ترانه‌سرا     | آهنگساز      | تنظیم کننده    |
| ----------------- | ------------ | ------------ | -------------- |
| این کیست …        | مولانا       | فریدون خشنود | امیر فتحی      |
| خانه خراب         | اطهری کرمانی | فریدون خشنود | پویا نیک پور   |
| گل محمدی          | علیرضا قزوه  | فریدون خشنود | بهرام دهقانیار |
| ای ماه تو را چاکر | مولانا       | فریدون خشنود | پویا نیک‌پور    |
| سوز دل            | لیلا کسری    | فریدون خشنود | بهرام دهقانیار |
| جام محبت          | سعدی         | فریدون خشنود | پویا نیک‌پور    |